# باور (عطر)
باور (انگلیسی: Believe) یک عطر یونیکس از بریتنی اسپیرز است که توسط الیزابت آردن، آی‌ان‌سی. تولید و عرضه شده‌است. این پنجمین عطر اسپیرز است و در ۲۴ سپتامبر ۲۰۰۷ وارد فروشگاه‌ها شد.